# Nortmoor
Nortmoor település Németországban, azon belül Alsó-Szászország tartományban. Lakosainak száma 1817 fő (2023. december 31.). Nortmoor Leer és Brinkum községekkel határos.

## Népesség
A település népességének változása:
| Lakosok száma | 1737 | 1756 | 1774 | 1817 | 1845 | 1817 |
|               | 2016 | 2017 | 2019 | 2021 | 2022 | 2023 |